# Cristian Daniel Ledesma
Cristian Daniel Ledesma  (* 24. September 1982 in Morón) ist ein ehemaliger argentinischer-italienischer Fußballspieler. Er spielte auf der Position eines Mittelfeldspielers.

## Karriere

### Vereine
Ledesma wechselte zur Saison 2001/02 zum italienischen Serie-A-Verein US Lecce. In seiner ersten Spielzeit bei Lecce stiegen die Süditaliener in die Serie B ab. In der folgenden Saison schaffte Ledesma den Sprung in die Stammelf und konnte auch seinen ersten Treffer in Italien erzielen. In der Saison 2002/03 schaffte Lecce den direkten Wiederaufstieg in die Serie A. Hier konnte sich Lecce die folgenden drei Spielzeiten behaupten und Ledesma vermochte seinen Stammplatz zu verteidigen und wurde zu einem der Leistungsträger seiner Mannschaft. US Lecce belegte am Ende der Saison 2005/06 den zweitletzten Platz und stieg damit in die Serie B ab. Ledesma wechselte deshalb zur Saison 2006/07 zum Serie-A-Verein Lazio Rom. Mit Lazio wurde Ledesma zweimal italienischer Pokalsieger. Nach neun Jahren in Rom wechselte er im Jahr 2015 nach Brasilien zum FC Santos.

### Nationalmannschaft
Am 17. November 2010 absolvierte Ledesma für die italienische Nationalmannschaft ein Freundschaftsspiel gegen Rumänien.

## Erfolge
Lazio Rom
- Italienischer Pokalsieger: 2008/09, 2012/13